# Volby do Knesetu 2019 (duben)
Volby do 21. Knesetu jsou předčasné parlamentní volby, které v Izraeli proběhly 9. dubna 2019. Dvě nejsilnější strany, Netanjahuův Likud a Modrobílá koalice Bennyho Gance získaly po 35 křeslech, přičemž blok pravicových a nábožensky profilovaných stran docílil jasné převahy 65 mandátů. Na základě výsledků voleb byl předseda Likudu Benjamin Netanjahu pověřen sestavením nové vlády. Koaliční většinu ale získat nedokázal a Kneset následně odsouhlasil své rozpuštění a vypsání nových voleb v září 2019

## Cesta k volbám
Po volbách do Knesetu roku 2015 vznikla čtvrtá vláda Benjamina Netanjahua. Tvořily ji strany Likud, Židovský domov, Kulanu, Šas a Sjednocený judaismus Tóry. V letech 2016-2018 ke koalici přistoupila i strana Jisra'el bejtenu. V listopadu 2018 prošla vládní koalice výraznou krizí, kvůli přístupu k hnutí Hamás v Pásmu Gazy. Kvůli nesouhlasu s údajně slabým postupem Izraele proti raketovým útokům z Gazy podal rezignaci ministr obrany a předseda Jisra'el bejtenu Avigdor Lieberman a jeho strana opustila koalici. Zvažovaný odchod z vlády sice neuskutečnil předseda strany Židovský domov Naftali Bennett, ale po odchodu Liebermana disponovala koalice jen nejtěsnější většinou. Koncem prosince 2018 pak Kneset schválil zákon, kterým se zkracuje jeho funkční období a na 9. duben 2019 vyhlašují parlamentní volby.

## Volební kampaň a přeskupování stranického spektra
Od konce roku 2018 začalo přeskupování sil na izraelské politické scéně. Do stranické politiky vstoupil bývalý náčelník generálního štábu izraelské armády Benny Ganc, který si zaregistroval stranu nazvanou Chosen le-Jisra'el (Síla pro Izrael). Další bývalý náčelník generálního štábu (a zároveň bývalý ministr obrany a vlivný politik strany Likud) Moše Ja'alon oznámil ve stejné době také založení nové politické strany Telem (doslova Brázda, zkratka plného názvu Tnu'a le'umit mamlachtit, doslova Hnutí pro národní stát). Předseda Strany práce Avi Gabaj zase ukončil na tiskové konferenci (v přímém přenosu) alianci své strany s formací ha-Tnu'a Cipi Livniové, která byla přitom brífinku přítomna, aniž by byla podle svých slov předem informována o tomto kroku.
K výrazným změnám docházelo i v táboře dosluhující vládní koalice. Stranu Židovský domov opustil její předseda Naftali Bennett a společně s další významnou političkou této strany Ajelet Šakedovou ohlásil ustavení politického subjektu ha-Jamin he-chadaš (Nová pravice), který má na rozdíl od Židovského domova být méně pod ideovým vlivem religiózních sionistů z původní Národní náboženské strany. Kandidaturu za tuto novou stranu oznámila i známá novinářka Caroline Glicková. O samostatný průnik do politiky se rozhodla usilovat i Orly Levyová, která byla v roce 2015 zvolena za Jisra'el bejtenu, ale o rok později se s touto stranou rozešla a působila v Knesetu jako nezařazená poslankyně. V prosinci 2018 oznámila, že jí vedený nový subjekt se bude jmenovat Gešer (doslova Most), čímž navázala na bývalou politickou stranu Gešer, kterou na přelomu 20. a 21. století založil její otec David Levy. Mezi stranami arabské menšiny nedošlo k dohodě o opakování jednotné kandidátní listiny, kterou ve volbách v roce 2015 byla Sjednocená kandidátka. Do voleb tak nakonec šly dvě formace: postkomunistická strana Chadaš se sekulární stranou Ta'al a islamistická Ra'am s nacionalistickou stranou Balad.
V některých předvolebních průzkumech z přelomu prosince 2018 a ledna 2019 se navzdory trvající převaze pravicového bloku ukazovalo drobení (zejména pravicového) politického spektra s tím, že některé z nich oscilovaly okolo hranice pro vstup do Knesetu. O předvolební alianci proto začaly uvažovat ultraortodoxní strany Šas a Sjednocený judaismus Tóry (zejména strana Šas měla v průzkumech klesající tendenci podpory). Předseda vlády Benjamin Netanjahu se neúspěšně pokusil prosadit v Knesetu snížení volebního kvóra tak, aby menší pravicové strany ve volbách nepropadly. Reakcí na riziko propadnutí hlasů pro některé menší politické strany pak bylo v únoru 2019 spojení strany Židovský domov se stranou Národní jednota a Ocma jehudit do aliance nazvané Ichud miflegot ha-jamin (Sjednocené pravicové strany). Přizvání nacionalistické Ocma jehudit, hlásící se k odkazu Meira Kahaneho, ovšem vyvolalo kritiku části veřejnosti a pokusy o soudní zákaz kandidatury lidí z této formace. Během února 2019 se v průzkumech začala jako strana s možností průniku do parlamentu zmiňovat i formace Zehut (Identita), vedená Moše Feiglinem, která kombinovala národovecká a libertariánská témata včetně legalizace marihuany. Naopak s propadem voličské podpory bojovaly dříve etablované pravicové strany jako Kulanu nebo Jisra'el bejtenu.
Výraznějším předělem v kampani bylo koncem února 2019 ohlášené spojení dvou hlavních opozičních stran centristické orientace: Chosen le-Jisra'el vedené Benny Gancem, a Ješ atid Ja'ira Lapida. Nová střechová kandidátní listina pak do voleb šla pod názvem Kachol lavan (Modrobílá, podle barev na izraelské vlajce). K dvojici předsedů fúzujících stran pak na čele kandidátky přistoupili ještě dva bývalí náčelníci generálního štábu, Moše Ja'alon, který se již o několik týdnů předtím spojil s Benny Gancem, a Gabi Aškenazi. Nový blok se ihned dostal do čela volebních preferencí, byť v průběhu března a počátkem dubna postupně v průzkumech svůj náskok před stranou Likud ztrácel (zároveň s tím rostla podpora Strany práce).
Mezi hlavní témata kampaně patřila osoba samotného předsedy vlády Netanjahua, který čelil vyšetřování v několika kauzách spojených přímo s ním, jeho blízkými nebo jeho spolupracovníky. Čekalo se, zda Generální prokurátor Izraele Avichaj Mandelblit obviní premiéra v některých z těchto kauz, jaká bude reakce veřejnosti i politických stran. Netanjahu oznámil, že z politických funkcí by v takovém případě neodstoupil. Na přelomu února a března skutečně Mandelblit oznámil, že hodlá Netanjahua obvinit. Kromě toho se jako téma zmiňoval chystaný mírový plán Donalda Trumpa pro Izrael a Palestince, vojenské pronikání Íránu do sousedství Izraele, sociální otázky (daně, růst cen a životních nákladů) nebo začlenění ultraortodoxních židů do pracovního trhu a do vojenské služby.

## Průzkumy veřejného mínění
Průzkumy voličských preferencí vykazovaly na přelomu prosince 2018 a ledna 2019 trvající většinovou podporu stran pravicově, národně a nábožensky orientovaných. Výrazně dominovala strana Likud, o druhou pozici se utkávala strana Ješ atid Ja'ira Lapida a nový subjekt Chosen le-Jisra'el Bennyho Gance. Mnoho stran se ovšem pohybovalo okolo faktického volebního kvóra zisku 4 mandátů a fragmentace stranického spektra se zvýšila. Po spojení strany Chosen le-Jisra'el se stranou Ješ atid do aliance Kachol lavan se tento nový subjekt od února 2019 dostal do čela preferencí, nicméně ve většině průzkumů v posledních týdnech kampaně pokračovala početní převaha pravicového bloku, vedeného Likudem. Trvala fragmentace politického spektra a několik subjektů zůstávalo poblíž hranice pro vstup do parlamentu.
| Strana                  | 2018/12/30 | 2019/01/06 | 2019/01/20 | 2019/02/16 | 2019/02/25 | 2019/03/17 | 2019/04/05 | původní počet poslanců prosinec 2018 |
| ----------------------- | ---------- | ---------- | ---------- | ---------- | ---------- | ---------- | ---------- | ------------------------------------ |
| Likud                   | 27,6       | 28,8       | 31,5       | 31,0       | 30,3       | 28,5       | 28,3       | 30                                   |
| Kachol lavan            | -          | -          | -          | -          | 34,6       | 31,8       | 29,7       | 11                                   |
| Chosen le-Jisra'el      | 13,4       | 12,8       | 12,3       | 19,8       | -          | -          | -          | 0                                    |
| Ješ atid                | 12,8       | 12,7       | 13,0       | 11,2       | -          | -          | -          | 11                                   |
| arabské strany          | 12,4       | 11,7       | 11,3       | 6,5        | -          | -          | -          | 13                                   |
| Chadaš-Ta'al            | -          | -          | -          | 6,2        | 7,6        | 7,2        | 7,0        | 6                                    |
| Ra'am-Balad             | -          | -          | -          | -          | 3,8        | 2,2        | 2,9        | 7                                    |
| ha-Jamin he-chadaš      | 10,4       | 8,8        | 8,0        | 7,8        | 7,1        | 5,8        | 5,7        | 3                                    |
| Strana práce            | 8,8        | 8,2        | 7,8        | 9,0        | 7,9        | 8,5        | 9,7        | 24                                   |
| Sjednoc. judaismus Tóry | 7,0        | 6,7        | 6,8        | 7,5        | 6,7        | 6,8        | 6,5        | 6                                    |
| Kulanu                  | 5,6        | 5,5        | 5,0        | 3,8        | 2,9        | 3,2        | 4,6        | 10                                   |
| Merec                   | 5,6        | 5,5        | 5,2        | 5,2        | 4,5        | 6,0        | 5,6        | 5                                    |
| Šas                     | 4,8        | 5,0        | 5,0        | 5,2        | 5,4        | 5,5        | 5,3        | 7                                    |
| Zehut                   | -          | -          | -          | -          | -          | 4,3        | 5,3        | 0                                    |
| Gešer                   | 4,6        | 4,8        | 4,5        | 2,0        | 0          | 0          | 0          | 1                                    |
| Jisra'el bejtenu        | 3,8        | 4,5        | 4,7        | 3,5        | 3,6        | 3,2        | 3,0        | 5                                    |
| Židovský domov          | 3,2        | 2,8        | 2,2        | 0          | -          | -          | -          | 5                                    |
| Ichud miflegot ha-jamin | -          | -          | -          | -          | 5,6        | 7,0        | 6,1        | 5                                    |
| ha-Tnu'a                | -          | 1,5        | 2,0        | -          | -          | -          | -          | 0                                    |
| ostatní strany          | 0,0        | 0,7        | 0,7        | 1,3        | 0          | 0          | 0          | 0                                    |
| celkem                  | 120        | 120        | 120        | 120        | 120        | 120        | 120        | 120                                  |

## Poslední dny kampaně a volební den
V několika dnech předcházejících samotným volbám se obě největší politické strany pokoušely maximalizovat svůj zisk, zejména argumentem, že početně nejsilnější strana má větší šanci sestavit vládu. Netanjahu zdůrazňoval, že existuje riziko levicové vlády. Menší pravicové strany reagovaly s obavami, že finiš kampaně může vést k přesunu voličů k Likudu a ohrozit jejich vyhlídky na překonání prahu pro vstup do parlamentu. Netanjahu zároveň 6. dubna v interview pro stanici Kešet 12 prohlásil, že pokud zůstane předsedou vlády, zahájí po volbách proces anexe izraelských osad na Západním břehu Jordánu, přičemž nerozlišuje mezi bloky izraelských osad a izolovanými osadami.
Volební den se konal 9. dubna. Hlasování poznamenala kontroverze, kdy stovky členů Likudu, zasedajících ve volebních komisích v převážně arabských městech v Izraeli, přinesly do volebních místností skryté přenosné kamery. Likud se následně k užití kamer přiznal s tím, že mělo jít o prevenci falšování volebních výsledků.

## Výsledky voleb
V 10 hodin večer 9. dubna, okamžitě po ukončení hlasování, byly publikovány první exit polls. V některých z nich měla strana Kachol lavan vést o několik mandátů nad Likudem, jeden dokonce uváděl, že levice i pravice mají shodně 60 mandátů.
Okolo půlnoci vystoupil v centrále Kachol lavan Benny Ganc s projevem, ve kterém označil svou stranu za vítěze voleb a sebe za budoucího předsedu vlády. Krátce poté ale své vítězství ohlásil i Netanjahu. S postupem sčítání hlasů se ukazovalo, že obě velké strany mají podobný volební výsledek, ale že pravicový blok má jasnou převahu. Volby ukázaly, že poprvé od poloviny 90. let 20. století se v Izraeli zformoval výrazně bipolární stranický systém, kde dvě velké strany docílily zisku výrazně přes 30 mandátů. Zároveň ale došlo v posledních dnech kampaně k odlivu voličů od menších stran. Pro stranu Kachol lavan to ovšem znamenalo oslabení jejích možných koaličních partnerů, Strany práce (která dosáhla historického minima mandátů) a strany Merec. Kvůli nižší volební účasti v arabských městech zároveň nižšího volebního zisku dosáhly obě arabské kandidátní listiny. I na pravici probíhal v závěru kampaně přeliv voličů od menších politických subjektů k Likudu, přičemž strany ha-Jamin he-chadaš (Nová pravice) a Zehut zůstaly pod prahem pro vstup do Knesetu. V součtu si ale pravice zachovala jasnou většinu v nově zvoleném parlamentu.
Oficiální výsledky byly vyhlášeny 11. dubna v pozdních večerních hodinách. Po drobných korekcích byly pak 16. dubna oznámeny konečné výsledky. Jedinou výraznější změnou bylo, že původně ohlášených 36 mandátů pro Likud se snížilo na 35, naopak Sjednocený judaismus Tóry získal 8 mandátů namísto 7.

### Celostátní konečné výsledky voleb
- Počet hlasů
- Počet křesel

Způsobilých voličů6 339 729
Celková volební účast4 340 253 (volební účast 68,46 %)
Neplatných hlasovacích lístků30 983
Platných hlasovacích lístků4 309 270